# Puchar Rumunii w Rugby Union Mężczyzn (2024)
Puchar Rumunii w Rugby Union Mężczyzn 2024 – siedemdziesiąta ósma edycja Cupa României w rugby union. Zarządzane przez Federațiă Română de Rugby zawody odbyły się w siedmiozespołowej obsadzie w dniach 7 września – 14 grudnia 2024 roku. Obrońcą tytułu był zespół Dinamo Bukareszt. 
W półfinałowych pojedynkach zwyciężyły zespoły Știința Baia Mare i Dinamo, po wyrównanym pojedynku finałowym tytuł obronił klub ze stolicy.

## System rozgrywek
Rywalizację zaplanowano na okres od października do grudnia 2024 roku, a sześć klubów rywalizowało systemem kołowym w ramach dwóch trzyzespołowych grup o awans do półfinałów. Z uwagi na fakt, iż do rozgrywek zgłosiło się siedem zespołów, dwa najsłabsze z nich zmierzyły się we wrześniu w barażu o miejsce w fazie grupowej. Harmonogram rozgrywek opublikowano pod koniec czerwca 2024 roku, ze szczegółami fazy pucharowej pod koniec listopada.
Na arenę finałowego pojedynku FRR wyznaczył Stadionul Arcul de Triumf, zaś ceny biletów kształtowały się w zakresie 20–40 RON, a dla VIP 150 RON. Był on także transmitowany w TVR Sport.

## Faza grupowa

### Baraż
| 7 września 202411:00 | RC Gura Humorului | 27:7 | CS Universitatea Cluj-Napoca | Stadionul Unirea, Suczawa |
| 7 września 202411:00 |                   | 27:7 |                              | Stadionul Unirea, Suczawa |

### Grupa A
| 5 października 202411:00 | RC Gura Humorului | 13:97 | Steaua Bukareszt | Stadionul Tineretului, Gura Humorului |
| 5 października 202411:00 |                   | 13:97 |                  | Stadionul Tineretului, Gura Humorului |

| 26 października 202411:00 | Dinamo Bukareszt | 122:15 | RC Gura Humorului | Stadionul Florea Dumitrache, Bukareszt |
| 26 października 202411:00 |                  | 122:15 |                   | Stadionul Florea Dumitrache, Bukareszt |

| 30 listopada 202411:00 | Steaua Bukareszt | 17:17 | Dinamo Bukareszt | Ghencea, Bukareszt |
| 30 listopada 202411:00 |                  | 17:17 |                  | Ghencea, Bukareszt |

### Grupa B
| 5 października 202411:00 | CSM Știința Baia Mare | 33:9 | CS Rapid | Arena Zimbrilor, Baia Mare |
| 5 października 202411:00 |                       | 33:9 |          | Arena Zimbrilor, Baia Mare |

| 26 października 202411:00 | SCM Timișoara | 13:15 | CSM Știința Baia Mare | Stadionul Gheorghe Rășcanu, Timișoara |
| 26 października 202411:00 |               | 13:15 |                       | Stadionul Gheorghe Rășcanu, Timișoara |

| 30 listopada 202414:00 | CS Rapid | 14:20 | SCM Timișoara | Stadionul Olimpia, Bukareszt |
| 30 listopada 202414:00 |          | 14:20 |               | Stadionul Olimpia, Bukareszt |

## Faza pucharowa
|  |                       |                       |                       |                       |    |                  |                  |       |
|  | Półfinał              | Półfinał              | Półfinał              |                       |    | Finał            | Finał            | Finał |
|  | Półfinał              | Półfinał              | Półfinał              |                       |    | Finał            | Finał            | Finał |
|  | 6 grudnia 2024 11:00  |                       |                       |                       |    |                  |                  |       |
|  |                       |                       |                       |                       |    |                  |                  |       |
|  | CSM Știința Baia Mare | CSM Știința Baia Mare | 38                    |                       |    |                  |                  |       |
|  | CSM Știința Baia Mare | CSM Știința Baia Mare | 38                    | 14 grudnia 2024 14:00 |    |                  |                  |       |
|  | Steaua Bukareszt      | Steaua Bukareszt      | 33                    |                       |    |                  |                  |       |
|  | Steaua Bukareszt      | Steaua Bukareszt      | 33                    |                       |    | Dinamo Bukareszt | Dinamo Bukareszt | 29    |
|  | 6 grudnia 2024 14:00  |                       |                       |                       |    | Dinamo Bukareszt | Dinamo Bukareszt | 29    |
|  |                       |                       | CSM Știința Baia Mare | CSM Știința Baia Mare | 24 |                  |                  |       |
|  | Dinamo Bukareszt      | Dinamo Bukareszt      | CSM Știința Baia Mare | CSM Știința Baia Mare | 24 | 12               |                  |       |
|  | Dinamo Bukareszt      | Dinamo Bukareszt      |                       |                       |    |                  |                  |       |
|  | SCM Timișoara         | SCM Timișoara         | 6                     |                       |    |                  |                  |       |
|  | SCM Timișoara         | SCM Timișoara         | 6                     |                       |    |                  |                  |       |

Półfinały
| 6 grudnia 202411:00 | CSM Știința Baia Mare | 38:33 | Steaua Bukareszt | Arena Zimbrilor, Baia Mare |
| 6 grudnia 202411:00 |                       | 38:33 |                  | Arena Zimbrilor, Baia Mare |

| 6 grudnia 202414:00 | Dinamo Bukareszt | 12:6 | SCM Timișoara | Stadionul Florea Dumitrache, Bukareszt |
| 6 grudnia 202414:00 |                  | 12:6 |               | Stadionul Florea Dumitrache, Bukareszt |

Finał
| 14 grudnia 202414:00 | Dinamo Bukareszt | 29:24 | CSM Știința Baia Mare | Stadionul Arcul de Triumf, Bukareszt |
| 14 grudnia 202414:00 |                  | 29:24 |                       | Stadionul Arcul de Triumf, Bukareszt |